# درگی‌پالانک
درگِی‌پالانک (به مجاری:  Drégelypalánk) یک شهرداری در مجارستان است که در نوگراد واقع شده‌است. درگی‌پالانک ۱۵۱ متر بالاتر از سطح دریا واقع شده‌است.